# Eliaszuki
Eliaszuki (białorus. Ляшукі Liaszuki) – wieś w Polsce, położona w województwie podlaskim, w powiecie hajnowskim, w gminie Narewka.
W latach 1975–1998 wieś administracyjnie należała do województwa białostockiego.

## Integralne części wsi
| SIMC    | Nazwa    | Rodzaj  |
| ------- | -------- | ------- |
| 0036736 | Bazylowe | kolonia |
| 0036742 | Bokowe   | kolonia |
| 0036759 | Kordon   | kolonia |
| 0036765 | Porosłe  | kolonia |

## Historia
Wieś powstała w XVIII w. pod nazwą Iliaszuki.
Według Pierwszego Powszechnego Spisu Ludności z 1921 roku wieś liczyła 43 domy i 249 mieszkańców (118 kobiet i 131 mężczyzn). Wszyscy mieszkańcy miejscowości zadeklarowali wówczas wyznanie prawosławne. Jednocześnie większość mieszkańców miejscowości zadeklarowała narodowość białoruską (230 osób), reszta podała narodowość polską (19 osób). W okresie międzywojennym wieś znajdowała się w powiecie wołkowyskim w gminie Tarnopol.
Podczas wojny obronnej Polski w 1939 roku, w jej rejonie po 16 września koncentrowały się oddziały Podlaskiej Brygady Kawalerii. 
W lutym 1942 Niemcy wywieźli 12 rodzin do Białegostoku. 6 marca 1943 hitlerowcy wysiedlili pozostałych mieszkańców a wieś liczącą 80 gospodarstw spalili.
W maju 2009 wójt gminy Narewka zarządził konsultacje z mieszkańcami wsi w celu przywrócenia dawnej nazwy. 

## O wsi
Wieś zagrożona jest powodzią, ze względu na bliskie położenie względem rzeki Narew. 5 gospodarstw znajduje się w strefie do ewakuacji w przypadku powodzi.
Przez wieś przechodzi szlak turystyczny Do Puszczy Ladzkiej. W Eliaszukach wykonywane jest rękodzieło ludowe w postaci wyrobów z drewna.
W strukturze Kościoła prawosławnego miejscowość podlega parafii pw. św. Apostołów Piotra i Pawła w Lewkowie Starym.

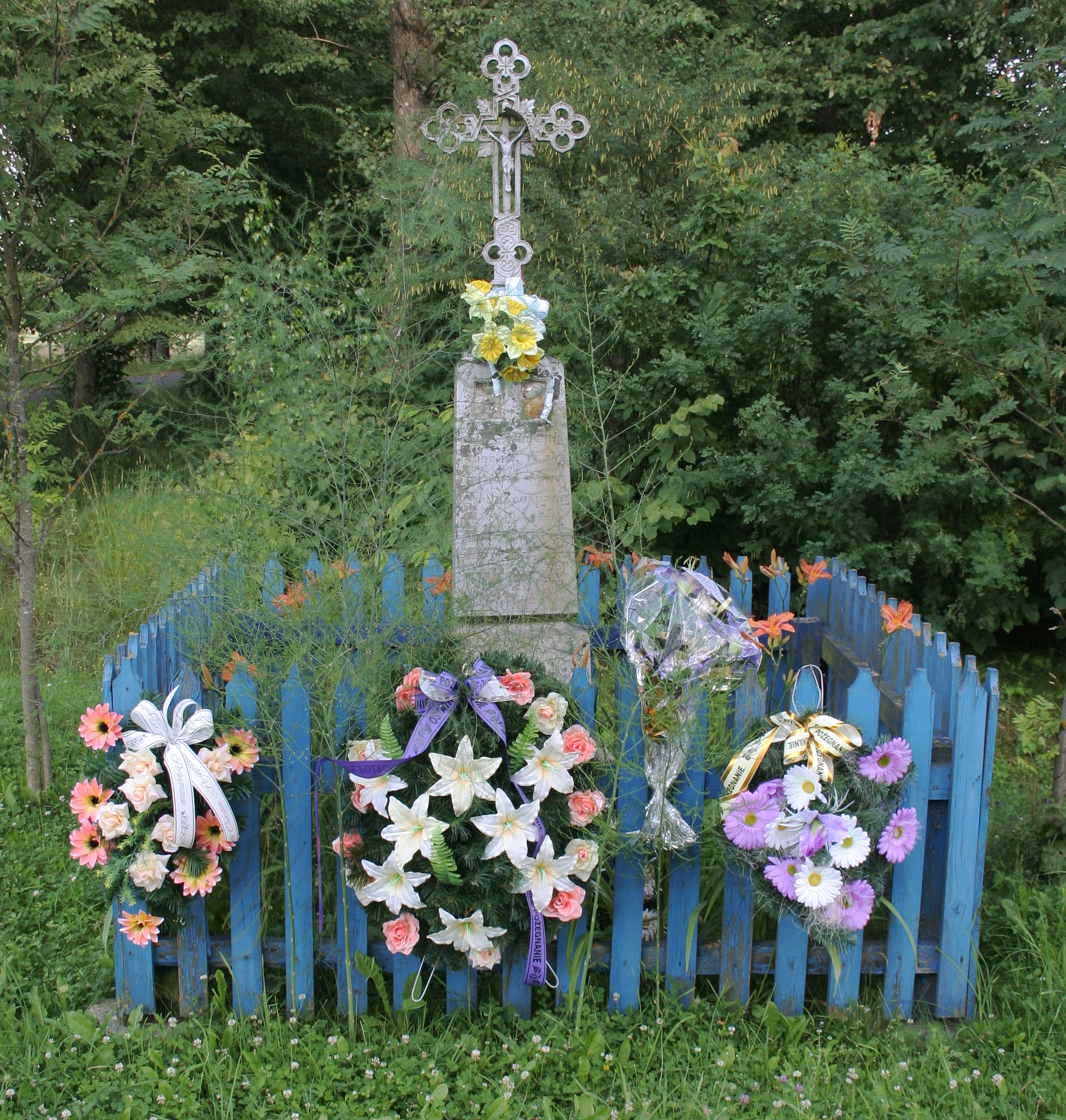
Przydrożny krzyż z cyrylicznymi inskrypcjami w Eliaszukach